# 나미희
나미희(1983년 ~ )는 대한민국의 배우다.

## 방송
- 《히든싱어 5》 (2018년) - 바다 편 4위

## 영화
- 《그럼에도 불구하고》 (2018년) - 정민 역
- 《버티고》 (2019년) - 도희 역
- 《싫다는 게 아니라》 (2020년) - 수정 역
- 《발상의 순환》 (2021년) - 서희진 역
- 《효자》 (2022년) - 리포터 역
- 《별 볼일 없는 인생》 (2023년) - 이선 엄마 역

## 드라마
- 《정신병동에도 아침이 와요》 (2023년, Netflix) - 최영기 역

## 공연
- 《오세암》 (2007년)
- 《알라딘》 (2007년)
- 《사랑하면 춤을 춰라》 (2009년)
- 《십이야》 (2010년) - 올림 역
- 《두근두근》 (2010년)
- 《스트릿 라이프》 (2011년) - 정혜원 역
- 《달고나 - 청주》 (2012년)
- 《서울 땐스홀을 허하라》 (2013년)
- 《달콤 살벌한 연인》 (2014년) - 이미나 역
- 《Lucky Star 완판》 (2018년) - 노수정 역
- 《이국정원》 (2021년) - 임나 / 화미 역